# Армідейл
Армідейл (англ. Armidale) — місто на північному-сході штату Новий Південний Уельс, Австралії. Станом на 2006 рік у місті проживали 19,485 осіб. Місто розташоване приблизно посередині між Сіднеєм та Брисбеном. Місто розташоване на висоті 980 м над рівнем моря. Місто відоме тим, що біля нього розташовуються різні природоохоронні території: національні парки «Нова Англія» та «Окслі Вайлд Ріверс». Місто назване на честь одного з сіл на території острова Скай в Шотландії.
1. 1 2 3 4 5 6 7 8 9 10 11  https://linked.data.gov.au/dataset/asgsed3/SAL/10086
2. ↑  Telecommunications Numbering Plan 2015
3. ↑  Telstra J // Charging Zones — 2018. — 274 p.